# تین پاپ
تین پاپ یا پاپ نوجوان (به انگلیسی: Teen pop) یکی از زیر مجموعه‌های موسیقی پاپ است که برای مخاطبان نوجوان ساخته و عرضه می‌شود. این سبک از سبک‌های مختلفی چون پاپ، آراندبی، هیپ هاپ، کانتری، موسیقی رقص و راک الهام گرفته‌است. از خصوصیات بارز موسیقی پاپ نوجوانان می‌توان به آوازهای اتوماتیک، رقص، تأکید بر جذابیت‌های بصری (چهره‌های فوتوژنیک، عملکرد منحصر به فرد، سبک‌های مو و لباس‌های مد) و اشعار متمرکز بر موضوعات نوجوانان از جمله عشق و روابط را نام برد.